# Club de Fútbol Barcelona 1945-1946

## Rosa
| N. |                      | Ruolo | Calciatore                |
| -- | -------------------- | ----- | ------------------------- |
|    | Spagna (bandiera)    | P     | Juan Zambudio Velasco     |
|    | Spagna (bandiera)    | P     | Quique Martín             |
|    | Spagna (bandiera)    | D     | Soto                      |
|    | Spagna (bandiera)    | D     | Josep Gonzalvo            |
|    | Spagna (bandiera)    | D     | Curta                     |
|    | Spagna (bandiera)    | D     | Elias                     |
|    | Spagna (bandiera)    | D     | José Seguer               |
|    | Spagna (bandiera)    | D     | Ricardo Rodríguez Álvarez |
|    | Spagna (bandiera)    | D     | Cardo                     |
|    | Spagna (bandiera)    | D     | Francesc Calvet           |
|    | Spagna (bandiera)    | C     | Virgos                    |
|    | Spagna (bandiera)    | C     | Marià Gonzalvo            |
|    | Argentina (bandiera) | C     | Juan Sans Alsina          |
|    | Spagna (bandiera)    | C     | Vendrell                  |

| N. |                   | Ruolo | Calciatore           |
| -- | ----------------- | ----- | -------------------- |
|    | Spagna (bandiera) | C     | Morera               |
|    | Spagna (bandiera) | A     | César Rodríguez      |
|    | Spagna (bandiera) | A     | José Bravo Domínguez |
|    | Spagna (bandiera) | A     | Josep Escolà         |
|    | Spagna (bandiera) | A     | Mariano Martín       |
|    | Spagna (bandiera) | A     | Vicente Colino       |
|    | Spagna (bandiera) | A     | José Valle Mas       |
|    | Spagna (bandiera) | A     | Gamonal              |
|    | Spagna (bandiera) | A     | Tito                 |
|    | Spagna (bandiera) | A     | Peralta              |

### Staff tecnico
- Allenatore:  Josep Samitier